# Mesure conservatoire (droit de l'environnement)
Pour un article plus général, voir Mesure conservatoire.
 (janvier 2025).
Si vous disposez d'ouvrages ou d'articles de référence ou si vous connaissez des sites web de qualité traitant du thème abordé ici, merci de compléter l'article en donnant les références utiles à sa vérifiabilité et en les liant à la section « Notes et références ».
En droit de l'environnement, une mesure conservatoire vise à conserver une ressource ou des richesses existantes au moment de la conception d'un projet d'aménagement, dans le cadre des études d'impacts et des enquêtes publiques.
De telles mesures sont aussi évoquées pour la compensation d'impacts socio-économiques ou sanitaires.

## Définition
Les mesures conservatoires sont de différentes natures :
1. des mesures « passives » visant à ne pas détruire un patrimoine existant, remarquable ou non.
2. des mesures « actives » de gestion conservatoire (éventuellement associées à une gestion restauratoire, si nécessaire, dans le cadre d'un plan de gestion périodiquement évalué).
3. des processus immatériels (ex : formation ou sensibilisation à la conservation destinée aux usagers ou gestionnaires du site).

Elles visent à supprimer ou atténuer les impacts négatifs d'un projet (d'infrastructure, d'urbanisation, de création d'un site industriel ou de remembrement par exemple).
Elles doivent donc s'appuyer sur un état des lieux réalisé antérieurement aux aménagements en question, ou à défaut faire référence à un état de l'environnement jugé fonctionnellement « normal ».

## Controverses
Le principe des mesures conservatoires n'est que peu discuté. Mais des débats persistent leur étendue minimale, et sur l'honnêteté ou la pérennité des engagements des maîtres d'œuvre et d'ouvrage. On leur reproche de rarement apporter les moyens humains et financiers ou le cadre juridique nécessaire à une conservation pérenne du patrimoine désigné par la mesure conservatoire.
De plus dans la plupart des pays, la loi n'impose de mesures conservatoires que pour les « grands projets » ou des projets exceptionnellement coûteux.
Une autre difficulté est celle de la « juste évaluation » de la valeur patrimoniale d'un monuments, d'éléments paysagers ou des écosystèmes par exemple, qui sont souvent des « objets » dynamiques qu'on peut parfois « tuer » en voulant les figer dans une volonté trop absolue de « conservation ». Faut-il protéger un paysage dans son état actuel, ou faut-il conserver les conditions de son évolution naturelle, ce qui impliquerait de l'appréhender au travers de notions fonctionnelles d'écologie du paysage, historique et prospective, et non simplement pour sa valeur esthétique contemporaine, pour partie d'ailleurs subjective.

## Portée zonale des mesures conservatoire
Dans le cas des routes et opérations d'urbanisme, ces mesures (comme les mesures compensatoires d'ailleurs) ne sont généralement imposées par les administrations et la Loi que dans un « faisceau » ou « zone d'étude » considérés par l'étude d'impact (ex « bande des 300 m » d'un projet routier). Parfois, comme pour l'autoroute A16 en France, c'est le principe de co-visibilité qui prévaut pour cette zonation. Le 1 % paysage visant à compenser une partie de l'impact de cette autoroute ne pouvait financer que des projets visibles de l'autoroute ou d'où l'on voyait l'autoroute. De telles mesures restent éloignées de l'idée de compensation juste et fonctionnelle et plus encore de remboursement de la dette écologique.

## Durée des études d'impacts
Pour les grands projets, la loi fixe généralement une durée minimale d'étude de l'état des lieux correspondant à une saison de végétation (Printemps été automne en zone tempérée) et un temps indéterminé pour l'évaluation des impacts et des compensations nécessaires ou utiles. Quant aux Pays-Bas une étude dure 5 à 8 ans pour positionner un écoduc, elle ne dure parfois que quelques mois dans d'autres pays européens.
« L'état initial » peut donc être mal évalué, faute de temps ou de compétence, ce qui rend parfois inefficace les mesures conservatoires.